# Synecdoche fusca
Synecdoche fusca är en insektsart som först beskrevs av Van Duzee 1908.  Synecdoche fusca ingår i släktet Synecdoche och familjen vedstritar. Inga underarter finns listade i Catalogue of Life.